# ديف أندروود
ديف أندروود (بالإنجليزية: Dave Underwood)‏ (15 مارس 1928 بلندن في المملكة المتحدة - 25 يناير 1989 في جنوب أفريقيا) هو لاعب كرة قدم بريطاني في مركز حراسة المرمى. لعب مع كوينز بارك رينجرز ونادي بارنت ونادي فولهام ونادي ليفربول ونادي واتفورد وEdgware & Kingsbury F.C. ‏ ونادي دارتفورد وDunstable Town F.C. ‏ وهاستينغز يونايتد ‏.

## وصلات خارجية
- ديف أندروود على موقع قاعدة بيانات كرة القدم.إي يو (الإنجليزية)